# Prosthechea favoris
Prosthechea favoris är en orkidéart som först beskrevs av Heinrich Gustav Reichenbach, och fick sitt nu gällande namn av Gerardo A. Salazar och Soto Arenas. Prosthechea favoris ingår i släktet Prosthechea och familjen orkidéer. Inga underarter finns listade i Catalogue of Life.